# Port lotniczy Kolokope
Port lotniczy Kolokope – port lotniczy zlokalizowany w mieście Anie w Togo.